# دبورا سالواتوری رینالدی
دبورا سالواتوری رینالدی (انگلیسی: Deborah Salvatori Rinaldi؛ زادهٔ ۲ سپتامبر ۱۹۹۱) بازیکن فوتبال اهل ایتالیا است.
وی همچنین در تیم ملی فوتبال زنان ایتالیا بازی کرده‌است.